# Santiago de Challas (distrito)
Santiago de Challas é um dos 13 distritos da província de Patáz, localizado na região de La Libertad

## Transporte
O distrito de Santiago de Challas é servido pela seguinte rodovia:
- PE-10C, que liga a cidade de Huancaspata ao distrito de Chugay
- LI-131, que liga o distrito de Huancaspata à cidade de Urpay]] [1][2][3]